# Acromyrmex nobilis
Acromyrmex nobilis é uma espécie de inseto do gênero Acromyrmex, pertencente à família Formicidae.